# Equipo de Copa Davis de Ecuador
El equipo ecuatoriano de Copa Davis es el representativo de Ecuador en la máxima competición internacional a nivel de naciones del tenis.

## Historia
El equipo ecuatoriano fue creado en 1961, siendo sus primeros jugadores Miguel Olvera y Eduardo Zuleta, y bajo la dirección de Blas Uscocovich debutaron en la Copa Davis de ese año con una victoria de 5-0 como local ante Colombia. A ellos se unió Francisco Guzmán en 1963. 
Después de una ausencia de tres años, en 1967, el dúo Guzmán-Olvera tendría su mejor participación en el torneo. La dupla ganaría la final de la zona sudamericana al vencer a Argentina en Buenos Aires por 4-1. En el siguiente partido vencieron en Guayaquil, a los Estados Unidos de Arthur Ashe y Clark Graebner por 3-2, por lo que llegaron a disputar por primera vez la semifinal interzonal. En la ronda final, perdieron honorablemente ante la España de Manuel Santana y Juan Gisbert en el Real Club de Tenis Barcelona. En 1968, volvieron a ganar la zona sudamericana tras vencer en semifinales a Venezuela por 3-0 y a los chilenos en la final por 3-1. Su rival en la final de las Américas sería de nuevo Estados Unidos, que se tomaron revancha ganando la final a los ecuatorianos por 5-0 en Charlotte. 
Después de esas dos buenas ediciones de 1967 y 1968 en la que el equipo ecuatoriano llegó a competir con los Estados Unidos por la semifinal interzonal, en los años siguientes   el equipo se fue diluyendo hasta perder protagonismo en gran parte de la década de los 70.   
Con Ricardo Ycaza y las llegadas de Raúl Viver y Andrés Gómez, Ecuador cambió de dimensión y resurgió en los años 80, logrando la clasificación al Grupo Mundial en 1984, tras triunfar sobre Canadá y Brasil. En 1985, llegaron a los cuartos de final después de vencer a la Argentina de José Luis Clerc y Martín Jaite en Buenos Aires. Recibieron a la Checoslovaquia de Ivan Lendl en Guayaquil, pero Gómez se lesionó en el primer juego, lo que resultó en una rápida eliminación del equipo. En 1986, y ya en su tercera participación consecutiva en el Grupo Mundial, Gómez se destacaría al ganar sus dos partidos de individuales contra los estadounidenses Jimmy Arias (7-5, 4-6, 4-6, 9-7, 6-4) y Aaron Krickstein (3-6, 7-5, 6-1, 6-4) pero, el país acabaría perdiendo la serie 3 a 2, quedando eliminado en los octavos de final.
En 1987 Ecuador no pudo mantenerse en el Grupo Mundial y descendió a la zona americana después de perder en los Play-offs de descenso con la Alemania Occidental y para 1989 fue relegado al grupo II, después de haber perdido con Uruguay en Montevideo, el partido por el no descenso, dando lugar a un declive durante la mayor parte de la década de 1990 en la que no pudo ascender al grupo I durante 6 años. Para 1996, y con una nueva generación de jugadores cuyos principales representantes fueron Luis Morejón, Pablo Campana y, con un tenista en proyección como Nicolás Lapentti, el equipo finalmente lograría la clasificación al grupo I. 
Andrés Gómez regresó al equipo en 1992 luego de haberse retirado en 1989, y jugó hasta 1994 en donde acompañó a su sobrino Nicolás Lapentti quien debutó en 1993. Gómez también tuvo apariciones esporádicas en 1996 y 1999, en dónde jugó partidos de dobles junto a Lapentti. El dúo Gómez-Lapentti, junto a Morejón, llegaron a disputar los play-offs del Grupo Mundial en tres ocasiones, en 1998 (derrota contra los Países Bajos, 5-0), 1999 (vuelve a perder contra los Países Bajos, esta vez en Guayaquil por 3-2) y 2000, en donde su rival sería Gran Bretaña, y al que vencieron como visitantes por 3-2. En este último, se sumaría al plantel Giovanni Lapentti de 17 años, tras la retirada definitiva de Andrés Gómez. Giovanni Lapentti tendría un papel protagónico al ganar dos partidos, el de dobles, junto a su hermano Nicolás Lapentti, y el partido decisivo ante Arvind Parmar, al quien le ganó en cinco sets, con la que Ecuador clasificaba al Grupo Mundial después de 15 años.
En la Copa Davis 2001, perdieron en octavos de final ante Australia, en la hierba del Royal King's Park en Perth. A pesar de que los hermanos Lapentti ganaron el partido de dobles contra los experimentados Wayne Arthurs y Todd Woodbridge, el poderío del equipo australiano se hizo visible en lo individual, al contar con tenistas en buen momento y top ten como Lleyton Hewitt y Patrick Rafter. 

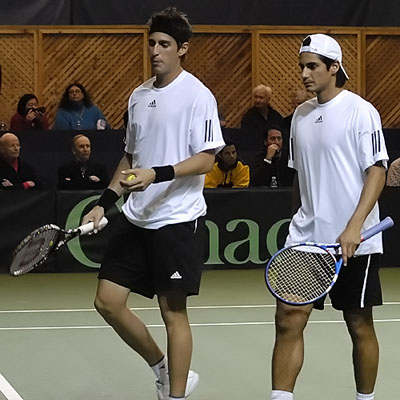
Los hermanos Lapentti en un partido de dobles contra el equipo Canadiense, durante la Copa Davis 2009 de la Zona Americana I, que acabaría a favor de Ecuador por 3-2

Los dos hermanos Lapentti formaron un equipo fuerte durante una década, marcada por las participaciones en los play-offs del Grupo Mundial en 2003 (perdido con Rumania en Quito por 3-2) y 2005 (perdido con Austria por 4-1), y una clasificación en 2009 después de una victoria en Porto Alegre contra Brasil.
Para la Copa Davis 2010, el equipo ecuatoriano tendría como rival a los croatas, quienes se llevaron la victoria por 5-0. Esta sería la última participación de Nicolás Lapentti con el equipo.
Nicolás Lapentti tiene el récord de victorias en cinco sets de la competencia con 13 victorias. Tiene victorias sobre Sjeng Schalken, Luis Horna, Greg Rusedski, Victor Hănescu y Stefan Koubek.
Desde la década de 2010, Ecuador ha sido representado por Emilio Gómez, Roberto Quiroz, Gonzalo Escobar y Diego Hidalgo, cuya principal hazaña es una participación en la fase final en 2021.

## Equipo febrero-2025
| Jugador             | Debut | Individuales | Dobles | Total (G-P) |
| ------------------- | ----- | ------------ | ------ | ----------- |
| Andrés Andrade      | 2023  | 2-3          | 0-1    | 2-4         |
| Álvaro Guillén Meza | 2023  | 1-2          | -      | 1-2         |
| Gonzalo Escobar     | 2013  | 5-3          | 7-6    | 12-9        |
| Diego Hidalgo       | 2012  | 1-1          | 6-7    | 7-8         |

## Exjugadores notables
- Miguel Olvera: 21 victorias por 29 derrotas en 19 eliminatorias entre 1961 y 1978
- Francisco Guzmán: 13 victorias por 24 derrotas en 14 eliminatorias entre 1963 y 1974
- Ricardo Ycaza: 28 victorias por 20 derrotas en 21 eliminatorias entre 1973 y 1986
- Raúl Viver: 15 victorias por 13 derrotas en 18 eliminatorias entre 1978 y 1990
- Andrés Gómez: 51 victorias por 27 derrotas en 37 eliminatorias entre 1979 y 2000
- Pablo Campana: 18 victorias por 6 derrotas en 14 eliminatorias entre 1990 y 1997
- Luis Morejón: 19 victorias por 21 derrotas en 23 eliminatorias entre 1991 y 2002
- Nicolás Lapentti: 61 victorias por 34 derrotas en 38 eliminatorias entre 1993 y 2010
- Giovanni Lapentti: 19 victorias por 28 derrotas en 26 eliminatorias entre 1998 y 2016
- Carlos Avellán: 15 victorias por 12 derrotas en 16 eliminatorias entre 2002 y 2009
- Julio César Campozano: 14 victorias por 17 derrotas en 19 eliminatorias entre 2006 y 2014

## Capitanes
- Blas Uscocovich (1961-1963)
- Danilo Carrera (1967-1972)
- Miguel Olvera (1973-1981)
- José Ante (1982-1985)
- Ricardo Ycaza (1986-1993)
- Raúl Viver (1994-)